# Didymella lycopersici
Didymella lycopersici är en svampart som beskrevs av Kleb. 1921. Didymella lycopersici ingår i släktet Didymella, ordningen Pleosporales, klassen Dothideomycetes, divisionen sporsäcksvampar och riket svampar.   Inga underarter finns listade i Catalogue of Life.